# Nerima
Nerima (練馬区?, Nerima-ku) è uno dei 23 quartieri speciali di Tokyo.
Nell'ottobre 2023 la popolazione stimata era di 752.312 abitanti, con una densità di 15.647 persone per km². I residenti stranieri registrati nel quartiere nel 2007 erano 12.897. Il 18.4% della popolazione ha più di 65 anni. L'area totale è di 48.16 km².
È l'unico tra i 23 quartieri speciali di Tokyo ad essere creato dopo la promulgazione della Legge sull'Autonomia Locale.

## Geografia
Nerima si trova all'estremità nordoccidentale dei 23 quartieri centrali di Tokyo. Confina a est con i quartieri di Itabashi e Shinjuku, a nord con le città di Asaka, Wakō e Niiza nella prefettura di Saitama, a ovest con la città di Nishi-Tōkyō e a sud con i quartieri di Suginami, Toshima e Nakano e la città di Musashino.

## Storia
Nel periodo Edo, l'area era costituita principalmente da terreni agricoli che producevano daikon, gobo (la radice di bardana) e patate. Dopo il Grande terremoto del Kantō del 1923, molte persone dal centro di Tokyo si trasferirono nell'area.
Il 1º ottobre 1932, la città di Nerima e i villaggi di Kami-Nerima, Naka-Arai, Shakujii e Ōizumi furono incorporati nella città di Tokyo. Prima della creazione del quartiere, l'area faceva parte del quartiere Itabashi.
Il 1º agosto 1947 (Shōwa 22) l'area viene divisa dal quartiere Itabashi e diviene il ventitreesimo quartiere di Tokyo.
Nel 1951, viene aperta una base delle jieitai (Forze di autodifesa del Giappone). Lì ha il quartier generale la prima divisione del gruppo orientale della Rikujō Jieitai. Le forze armate giapponesi degli Stati Uniti avevano già una base, Grant Heights, che tornò sotto il controllo giapponese nel 1973. Grant Heights era stato l'aeroporto di Narimasu sotto l'esercito imperiale giapponese fino alla fine della seconda guerra mondiale.

## Distretti e quartieri
Zona di Kamiitabashi
- Asahigaoka
- Kotakecho

Zona Kaminerima
- Asahimachi
- Doshida
- Hikarigaoka
- Kasugacho
- Mukoyama
- Nukui
- Tagara
- Takamatsu

Zona di Nakaarai
- Nakamura
- Nakamurakita
- Nakamuraminami
- Toyotamakami
- Toyotamakita
- Toyotamaminami
- Toyotamanaka

Zona Nerima
- Hayamiya
- Hazawa
- Heiwadai
- Hikawadai
- Kitamachi
- Nerima
- Nishiki
- Sakaemachi
- Sakuradai

Zona di Ōizumi
- Higashiōizumi
- Minamiōizumi
- Nishiōizumi
- Nishiōizumimachi
- Ōizumichō
- Ōizumigakuen-chō

Zona Shakujii
- Fujimidai
- Kamishakujii
- Kamishakujiiminami-cho
- Miharadai
- Minamitanaka
- Sekimachikita
- Sekimachihigashi
- Sekimachiminami
- Shakujii-cho
- Shakujiidai
- Shimoshakujii
- Tachinocho
- Takanodai
- Tanihara
- Tatenochō

## Attrazioni

### Parco di divertimenti
- Toshimaen

### Parchi
- Parco Hikarigaoka
- Parco Shakujii
- Parco Ōizumi-Chūō
- Parco Musashiseki
- Parco Johoku-Chuo (al confine con Itabashi)
- Parco Takamatsu

### Musei
- Nerima Art Museum
- Museo del libro illustrato di Iwasaki Chihiro
- Toei Animation Museum
- Nerima Shakujiikoen Furusato Museum

## Istruzione
Ci sono 70 scuole elementari pubbliche e una privata, 34 scuole medie pubbliche e quattro private, nove scuole superiori pubbliche e quattro private, oltre alle università private Musashino Academia Musicae, Università di Musashi, Nihon University e la facoltà di Teologia del Campus Shakujii della Sophia University.

## Trasporti

### Ferrovia
- Ferrovie Seibu
  - Linea Seibu Ikebukuro
    - Stazione di Ekoda - Stazione di Sakuradai - Stazione di Nerima - Stazione di Nakamurabashi - Stazione di Fujimidai - Stazione di Nerima-Takanodai - Stazione di Shakujii-kōen - Stazione di Ōizumi-gakuen
    - La Stazione di Hōya (città di Nishi-Tokyo), circa un terzo del lato orientale della piattaforma si trova a cavallo del quartiere Nerima.

  - Linea Seibu Yūrakuchō
    - Stazione di Kotake-Mukaihara - Stazione di Shin-Sakuradai - Stazione di Nerima (in tutte le sezioni della linea)

  - Linea Seibu Toshima
    - Stazione di Nerima - Stazione di Toshimaen (in tutte le sezioni della linea)

  - Linea Seibu Shinjuku
    - Stazione di Kami-Shakujii - Stazione di Musashiseki
- Metropolitana di Tokyo
  - Linea Yūrakuchō
    - Stazione di Kotake-Mukaihara - Stazione di Hikawadai - Stazione di Heiwadai - Stazione di Chikatetsu-Akatsuka

  - Linea Fukutoshin (All'interno del quartiere Nerima, utilizza gli stessi binari della linea Yurakucho)
    - Stazione di Kotake-Mukaihara - Stazione di Hikawadai - Stazione di Heiwadai - Stazione di Chikatetsu-Akatsuka
      - La stazione di Kotake-Mukohara e la stazione di Chikatetsu-Akatsuka si trovano parzialmente a cavallo del quartiere Itabashi, ma si trovano nel quartiere Nerima.
- Ufficio metropolitano del trasporto di Tokyo (metropolitana Toei)
  - Linea Ōedo
    - Stazione di Shin-Egota - Stazione di Nerima - Stazione di Toshimaen - Stazione di Nerima-Kasugachō - Stazione di Hikarigaoka
      - La stazione Shin-Ekoda è al confine con Nakano.

Questo quartiere e quello di Setagaya sono gli unici all'interno dei 23 quartieri di Tokyo che non sono serviti dalle linee JR.
Inoltre, sebbene ci siano sezioni della linea Tōbu Tōjō che corrono all'interno del quartiere Nerima, la stazione di Tōbu-Nerima si trova sul lato del quartiere Itabashi.

## Gemellaggi
- Ipswich, Australia
- Distretto di Haidian, Pechino, Repubblica popolare cinese
- Ueda, Prefettura di Nagano

## Manga e anime
A Nerima si trovano le sedi di numerosi produttori di anime, tra cui Toei Animation, Gallop e Mushi Production oltre che tantissime altre più piccole.
Il quartiere è anche il luogo dove sono ambientati alcuni manga e anime molto famosi tra cui: Ranma ½, Urusei Yatsura, Doraemon, Bugie d'aprile, Tokyo Ghoul , Full Metal Panic? Fumoffu e Rent a girlfriend.
Gakuto, personaggio del manga e anime   Prison School  si fa chiamare "Grande Stratega di Nerima".